# 新竹 (大字)
新竹，是台灣新竹市的一個地名，在今北區、東區交界的中心地帶，範圍包括北區的大同里、中山里、中興里、北門里、長和里、新民里、仁德里、中央里、石坊里、西門里，以及東區的親仁里、育賢里、中正里、東門里、成功里、榮光里、南門里、關帝里、南市里、頂竹里、竹蓮里、下竹里、寺前里、南大里等里。

## 歷史
台灣清治末期至日治前期，該地區為一街庄，稱為「新竹街」，隸屬於竹北一堡。該街北與水田庄為鄰，東與東勢庄、赤土崎庄為鄰，南邊與西南邊為客雅庄，西邊為崙仔庄。
1920年（日治大正九年），改制為「新竹」大字，隸屬於新竹州新竹郡新竹街。1930年新竹街升格為新竹市，該地區仍屬之。戰後之初新竹市改制為省轄市，大字亦改制為里。其後因人口增加，已拆分為許多個里。

## 交通
台鐵縱貫線以東北—西南走向穿越本地區，並設有新竹車站。該站為一等站，各級列車均有停靠，民眾可由此前前往縱貫線南北各地。內灣線與縱貫線並行，以此新竹車站作為起訖車站，由此可前往竹中車站轉六家線前往六家車站，在緊臨的高鐵新竹站轉搭高鐵快速前往全台各地；亦可續走內灣線前往竹東、內灣等地。
縣道122號經過本地區東部，往東可前往竹東，往西可前往南寮。

## 學校
- 新竹女中（部分）
- 東門國小

## 文化資產
- 新竹長和宮（媽祖廟，市定古蹟）
- 竹蓮里傳統聚落古井（歷史建築）

## 其他廟宇
- 新竹都城隍廟（城隍廟）
- 新竹東寧宮（地藏庵）
- 南壇大眾廟（陰廟）

## 公共設施
- 新竹市議會
  - 新竹市議會石獅